# 광교 푸르지오 월드마크
광교 푸르지오 월드마크(영어: Gwanggyo Prugio Worldmark)는 대한민국 경기도 수원시 영통구 이의동에 위치한 주상복합 아파트 단지이다. 아파트 350세대, 오피스텔 200세대가 있으며 3개 동으로 구성되어 있다. 단지 내에는 복합상가인 '광교 월드스퀘어'가 있다.

## 같이 보기
- 수원시의 마천루 목록